# Ptochophyle griseofusca
Ptochophyle griseofusca là một loài bướm đêm trong họ Geometridae.